# XXIX dinastia egípcia
A XXIX dinastia egípcia teve início no ano de 399 a.C. quando Neferites I usurpou o trono de Amirteu derrotando-o em batalha aberta e depois condenando-o à morte.
Após a morte de Neferites I, dois grupos rivais lutaram para conquistar o trono: uma apoiando o seu filho Mutis e outra apoiando um usurpador de nome Psamutis. Embora Psamutis tenha ganho, ele não reinou por mais de um ano porque ele foi derrubado por Hakor, que reivindicou o trono por ser neto de Neferites I.
Hakor conseguiu repelir diversos ataques persas com a ajuda de mercenários gregos. Porém, seu filho Neferites II não foi capaz de manter-se no trono e foi derrubado por Nectanebo I, fundador da 30ª dinastia.

## Lista de faraós
Aqui estão listados os faraós da XXIX dinastia egípcia.
Ordem: Nome de batismo, (nome do cartucho, nome escolhido pelo faraó para reinar) – data do reinado
- Neferites I, (Baenre-merynetjeru) – 399 - 393 a.C.
- Psamutis, (User-re-setepenptah) – 393 a.C.[2]
- Hakor, (Khnem-maat-re) – 393 - 380 a.C.
- Neferites II – 380 a.C.